# Les Attaques
Les Attaques è un comune francese di 2 022 abitanti situato nel dipartimento del Passo di Calais, nella regione dell'Alta Francia.

## Società

### Evoluzione demografica
Abitanti censiti